# Tonnay-Charente
Tonnay-Charente är en stad och kommun i sydvästra Frankrike, belägen i departementet Charente-Maritime i regionen Nouvelle-Aquitaine.

## Läge
Tonnay-Charente ligger 35 km söder om La Rochelle som är huvudstad i Charente-Maritime. Staden ligger också 6 km öster om Rochefort, 40 km norr om Royan och 40 km nordväst om Saintes, de tre andra huvudorterna i Charente-Maritime.
Som Rochefort, ligger hela staden vid högra stranden av floden Charente. Staden ligger cirka 26 km från flodens mynning i Atlanten.

## Näringsliv

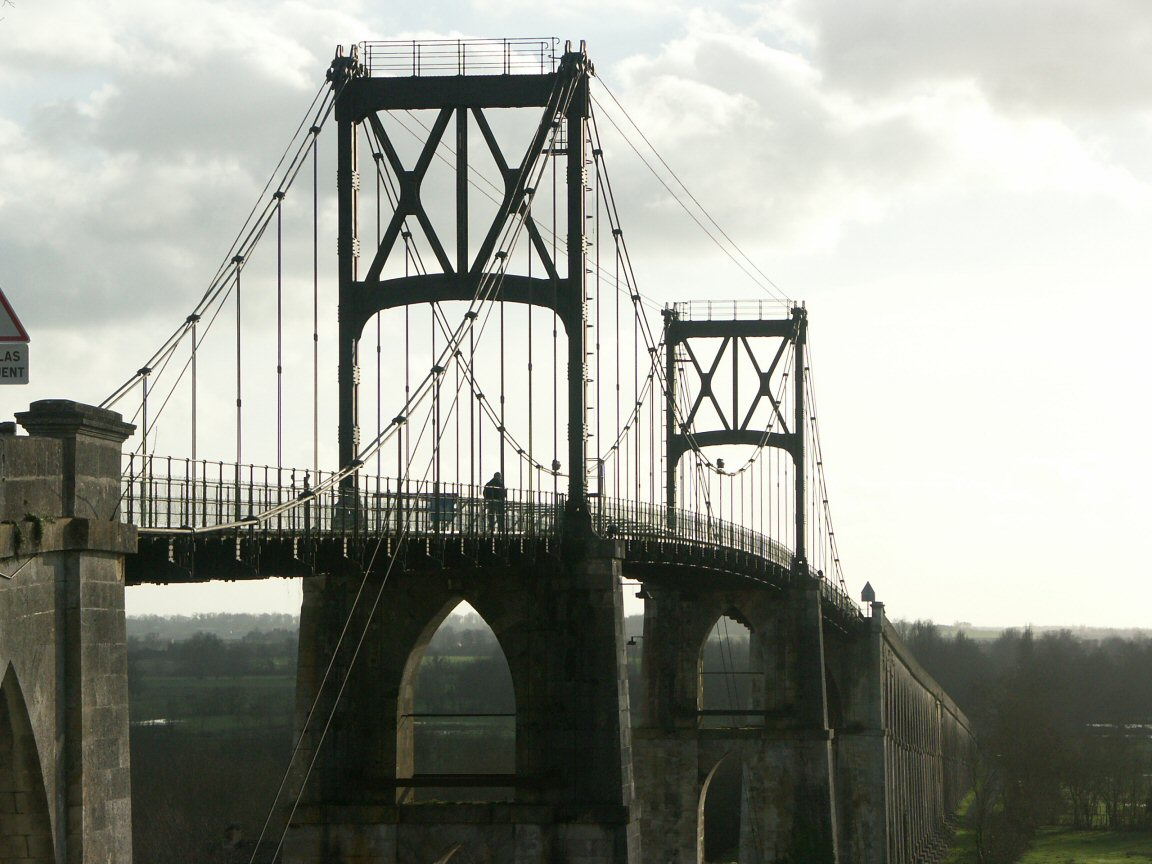
Tonnay-Charentes hängro

Tonnay-Charente är framför allt en hamnstad och en industristad (kemisk industri, stora industriområden, silor o.s.v.). Från medeltiden till 1950-talet var Tonnay-Charente den stora hamnen för export av konjak till England och Nederländerna, men den här trafiken har upphört och konjaken exporteras från hamnen i Le Havre. Numera exporteras varje år 400 000 ton spannmål, som majs och korn, från hamnen i Tonnay-Charentes till Nordafrika (Algeriet och Marocko), Egypten, Syrien och Ryssland.
Det är också en viktig handelsplats med flera köpcentrum och många butiker och affärer.

## Befolkning

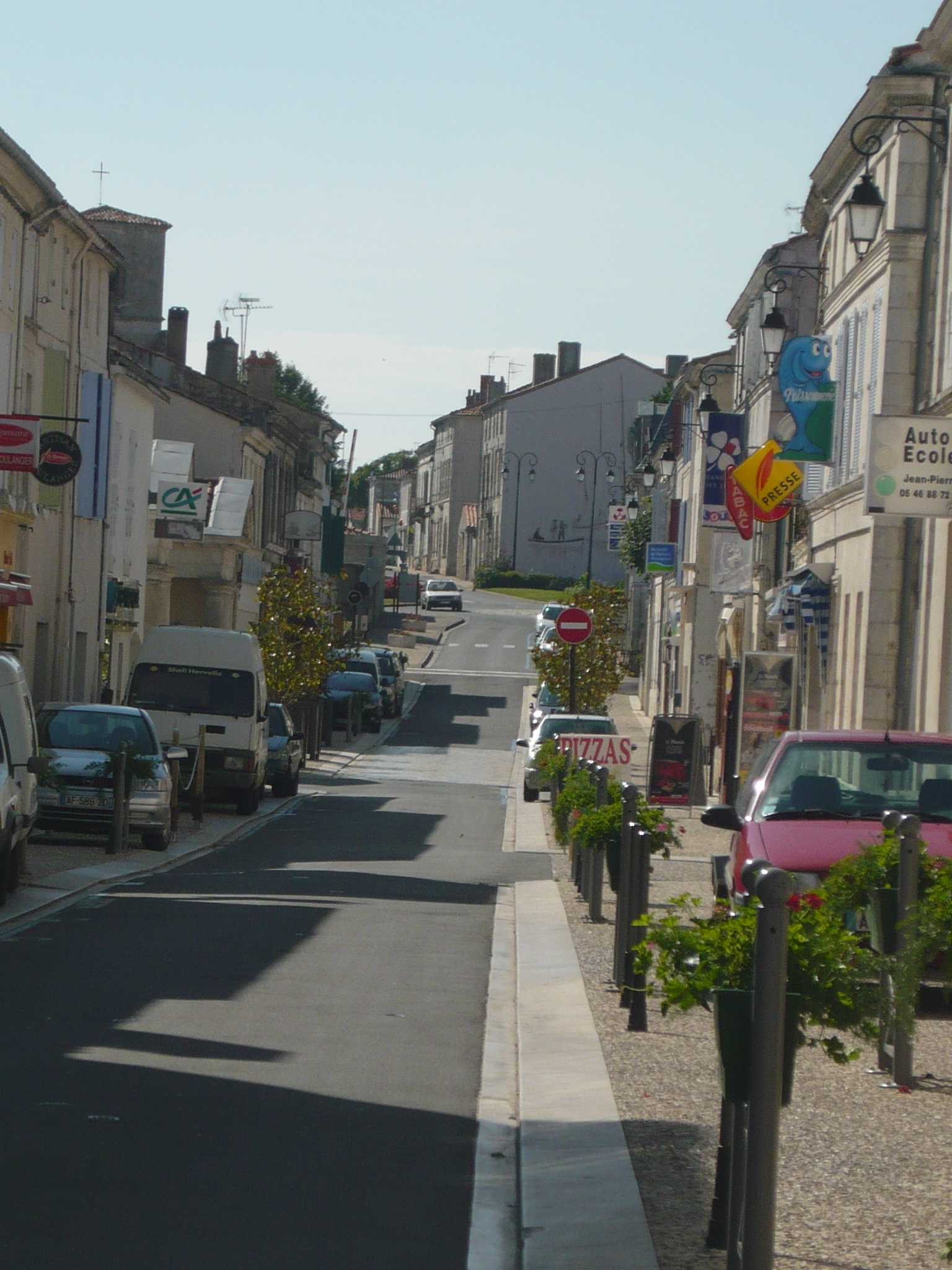
Den gamla stan i Tonnay-Charente

Tonnay-Charente ingår som del i Rocheforts östra förorter och har omkring 7 500 invånare. Det är den sjunde största staden i Charente-Maritime. År 1946 hade staden omkring 4 830 invånare och ungefär 6 400 år 1975.
Dess invånare kallas på franska Tonnacquoises (f) och Tonnacquois (m).

## Befolkningsutveckling
Antalet invånare i kommunen Tonnay-Charente
| Referens: INSEE |

## Vänort
- Sandown (Storbritannien)